# يحيى الهندي
يحيى مصباح الهندي (مواليد 24 سبتمبر 1998 في سيدني، أستراليا) هو لاعب كرة قدم أسترالي لبناني يجيد اللعب في مركز الوسط المدافع وبدرجة أقل الوسط المحوري. يلعب حاليا لصالح الأنصار الذي ينافس في الدوري اللبناني الممتاز منذ 2021.

## روابط خارجية
- يحيى الهندي على موقع إي إس بي إن إف سي (الإنجليزية)
- يحيى الهندي على موقع قاعدة بيانات كرة القدم.إي يو (الإنجليزية)
- يحيى الهندي على موقع ناشيونال فوتبول تيمز (الإنجليزية)
- يحيى الهندي على موقع Soccerbase.com (لاعب) (الإنجليزية)
- يحيى الهندي على موقع Soccerway.com (الإنجليزية)
- يحيى الهندي على موقع عالم كرة القدم.نت (الإنجليزية)